# Marie-Elisabeth von Humboldt

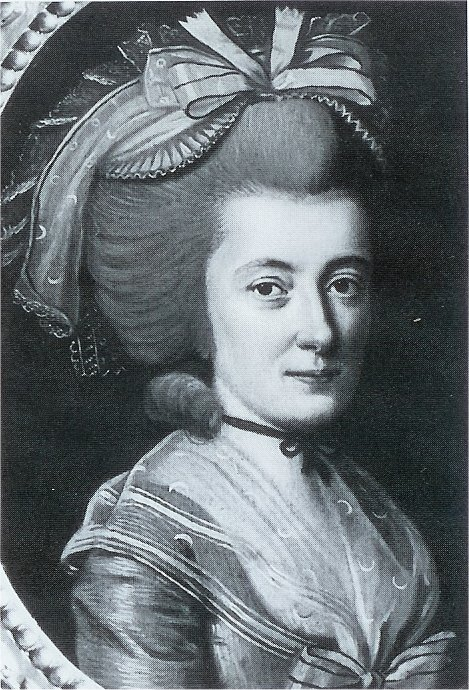
Marie-Elisabeth von Humboldt, Ausschnitt eines Gemäldes von Johann Heinrich Schmidt, um 1775

Marie-Elisabeth von Humboldt (* 8. Dezember 1741 in Berlin; † 19. November 1796 in Tegel), gebürtige Colomb, verwitwete von Holwede, war die Mutter von Wilhelm und Alexander von Humboldt.

## Leben

### Herkunft

#### Die Colombs
Marie-Elisabeth von Humboldt entstammte einer Kaufmanns- und Kunsthandwerkerfamilie teils hugenottischer Herkunft. Ihr Großvater, der Pariser Kaufmann Henri Colomb († 1719), wanderte nach der Aufhebung des Ediktes von Nantes (1685) zunächst nach Kopenhagen aus und wurde dort Posamentenmacher am königlichen Hof. Um 1711 zog er nach Neustadt an der Dosse ins Brandenburgisch-Preußische und bekleidete dort ein Amt im Direktorium der königlichen Spiegelmanufaktur. Bewirkt hatte diesen Umzug sein Schwiegervater, der Goldschmied Jean-Henri de Moor († 1722) aus Wageningen in der Provinz Gelderland, von 1696 bis 1711 selbst Direktor der Manufaktur. Jean-Henri de Moor war der Begründer der französischen Kolonie in Neustadt. Sein Sohn Jean Henri de Moor (Johann Heinrich de Moor) führte zusammen mit Henri Colomb als Teilhaber das Unternehmen weiter.
Auch der Vater Marie-Elisabeths, Johann Heinrich Colomb (1695–1759), war von 1733 bis 1741 Direktor der Neustädter Spiegelmanufaktur. Danach ließ er sich als Hausbesitzer mit seiner Familie in Berlin nieder. Sein Grab befindet sich in den Gewölben der Parochialkirche in Berlin.
Marie-Elisabeth war eine Cousine von Amalie von Colomb (1772–1850), der jüngsten Tochter des Auricher Kammerpräsidenten Peter von Colomb, Schwester des preußischen Generals Peter von Colomb und ab 1795 zweite Ehefrau des späteren Feldmarschalls Gebhard Leberecht von Blücher.

#### Die Durhams
Mütterlicherseits entstammte Marie-Elisabeth der preußischen Beamtenfamilie schottischen Ursprungs Durham of Grange. Sie übersiedelten 1650 von Schottland nach Preußen. Der Urgroßvater Alexanders und Wilhelms von Humboldt war Wilhelm Durham (1658–1735), königlich-preußischer Generalsfiskal, Geheimer Oberappellationsgerichts- und Kirchenrat sowie Ältester und Vorsteher der Parochialkirchengemeinde in Berlin. Er bewohnte mit seiner Familie in Berlin das Haus am Jüdenhof 9. Seine Tochter Justine Susanne (1716–1762) war die Mutter Marie-Elisabeths.

### Ehen

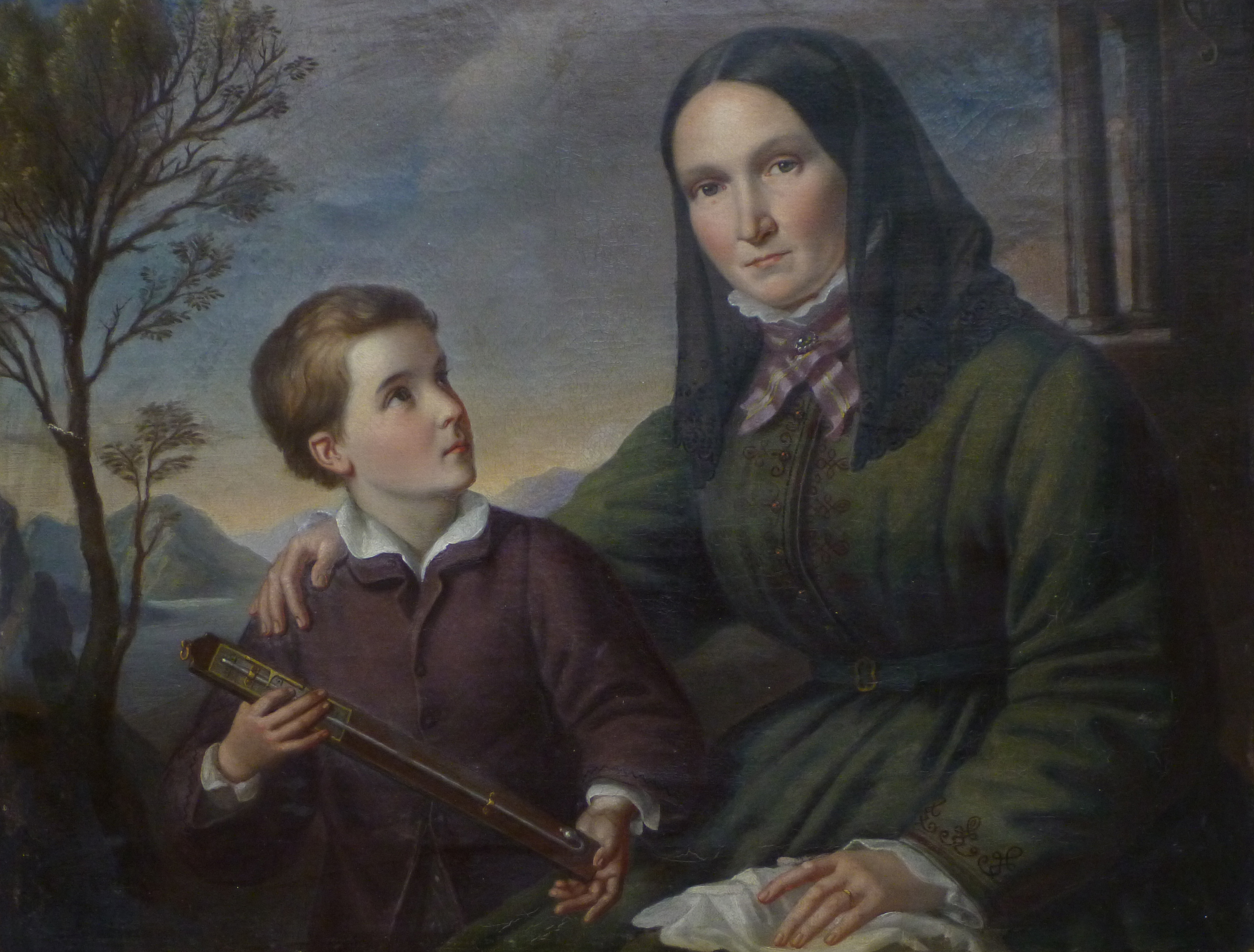
Der junge Alexander, ein Barometer haltend, mit seiner verwitweten Mutter

Marie-Elisabeth Colomb heiratete 1760 Friedrich Ernst von Holwede (1723–1765), Baron, Erb- und Gerichtsherr auf Tegel, Ringenwalde und Crummecavel. Dieser Ehe entstammten zwei Kinder, eine Tochter, die schon im Kindesalter starb, und der Sohn Heinrich Friedrich Ludwig Ferdinand von Holwede (1762–1817), den die Mutter später im angesehenen Berliner Kürassierregiment „Gens d’armes“ als Rittmeister unterbrachte. Friedrich Ernst von Holwede war Kanonikus des St.-Sebastian-Stifts in Magdeburg. Er starb im Jahre 1765 und hinterließ seiner Witwe das Erbpachtgut Tegel bei Berlin sowie die Güter Ringenwalde mit dem Vorwerk Crummecavel in der Neumark (Kreis Soldin, heute Polen). Mit diesem Erbe und dem Erbe ihrer Eltern, das unter anderem die Bibliothek mit ca. 300 Buchtiteln und vor allem das Haus Jägerstraße 22 in Berlin umfasste, war Marie-Elisabeth eine hochinteressante Partie. Das Berliner Haus ist heute Sitz der Berlin-Brandenburgischen Akademie der Wissenschaften.
Am 19. Oktober 1766 heiratete Marie-Elisabeth von Holwede zum zweiten Mal. Auf dem Gut Lancke bei Berlin, das dem Bruder ihres ersten Ehemanns gehörte, gab sie dem königlichen Kammerherrn und Obristwachtmeister (Major) der Kavallerie a. D. Alexander Georg von Humboldt (1720–1779) das Jawort. Dieser entstammte einem pommerschen Beamten- und Offiziersgeschlecht, das verschiedenen brandenburgisch-preußischen Fürsten gedient hatte. Erst der Vater, Johann (Hans) Paul von Humboldt (1684–1740), preußischer Hauptmann und Herr auf Zeblin, „erbat und erhielt 1738 die erbliche Adelsverleihung.“ Alexander Georg war als königlich-preußischer Major und Adjutant des Generals Prinz Ferdinand von Braunschweig-Wolfenbüttel, an allen drei Schlesischen Kriegen beteiligt. 1761 nahm er nach einem Unfall seinen Abschied vom Militär und wurde 1764 von Friedrich II. zum Kammerherrn ernannt. Ab 1765 war er Kammerherr bei Elisabeth Christine von Braunschweig, der Ehefrau des Thronfolgers Friedrich Wilhelm. Im Jahre 1769 schied von Humboldt aus dem Staatsdienst aus und widmete sich mit Hingabe der Landwirtschaft auf dem Gut Tegel. Er starb am 6. Januar 1779 und wurde zunächst auf dem Gut Ringenwalde beigesetzt.

### Ihr überliefertes Wesen
Wird die Mutter der Humboldt-Brüder als zurückhaltende, spröde und sehr ernste Person geschildert, so sind sich die Humboldt-Biographen einig über das muntere, heitere und lebensbejahende Naturell des Vaters. So äußerte sich Frau von Briest, Mutter der Schriftstellerin Caroline de la Motte Fouqué, über Marie-Elisabeth von Humboldt in einem Brief an ihre Schwester im Jahr 1785:

„Alles ist bei den Humboldts wie es war. In dem Hause ändert sich nichts, weder die Menschen, noch die Art und Weise. Ihn (gemeint ist Alexander Georg von Humboldt) werde ich zwar immer sehr da vermissen. Seine leichte, muntere Unterhaltung machte einen charmanten Contrast zu der leisen Ruhe und Gemessenheit seiner Frau. Diese, ich versichere Dich, sieht heute so aus, wie sie gestern aussah und morgen aussehen wird. Der Kopfputz wie vor zehn Jahren und länger, immer glatt, fest, bescheiden! Dabei das blasse, feine Gesicht, auf dem nie eine Spur irgendeines Affects sichtbar wird, die sanfte Stimme, die kalte, gerade Begrüssung und die unerschütterliche Treue in allen ihren Verbindungen! Immer duldet sie den Schwager (gemeint ist wahrscheinlich Victor Ludwig Baron von Holwede (gest. 1793), der mit der Schwester Marie-Elisabeths, Wilhelmine Anne Susanne (1743–1784) verheiratet war), seine Tochter, die alte Tante um sich; immer liegt der alte, schnarchende Hund Belcastel auf dem Sofa; ihr Gleichmuth leidet weder durch Widerspruch, noch sonst durch häusliche Störungen. Man kann darauf schwören, wie man sie heute verlässt, so findet man nach Jahr und Tag die Familie im Innern und Aeussern wieder.“

Marie-Elisabeth hat durch ihre Klugheit und durch ihren Charakter in der Gesellschaft Eindruck gemacht, so dass Caroline von Dacheroeden aus Erfurt ihrem Verlobten Wilhelm von Humboldt in Berlin schrieb:

„Deine Mutter steht hier in großem Ruf und Ansehen. Die Generalin Knorr hat in Frankfurt die Generalin von Lengefeld über meine Heirat gesprochen. Sie hat Mama gewaltig herausgestrichen, ihren Verstand, ihren Charakter, mit einem Wort alles. Der General sprach mir davon und sagte: ‚Von Ihrer künftigen Frau Schwiegermutter hör ich unendlich viel Gutes. Es soll eine würdige, vortreffliche, große Frau sein.‘“

### Ausbildung der Humboldt-Brüder
Eines der größten Verdienste von Marie-Elisabeth von Humboldt war die konsequente Planung und Durchführung der Ausbildung ihrer Söhne zu „geistiger und sittlicher Vollkommenheit“; „statt mütterlicher Wärme, ließ sie ihnen die beste Erziehung angedeihen.“ Alexander schrieb darüber:

„Meine wissenschaftliche Erziehung war sehr sorgfältig. Mein Vater und vor allem meine Mutter (denn der erstere starb, als ich neun Jahre alt war) brachten jedes Opfer, um uns von den berühmtesten Männern […] zu Hause, ohne Schulbesuch, im Sommer auf dem Lande, im Winter in der Stadt, immer in großer Zurückgezogenheit, unterrichten zu lassen.“

Der Verwalter Gottlob Johann Christian Kunth (1757–1829), „der viele Jahre für den Unterricht verantwortlich war, behandelte [die Brüder] mit einer eigentümlichen Mischung aus Missfallen und Enttäuschung, während er gleichzeitig ein Gefühl der Abhängigkeit in ihnen nährte.“ „Für Alexander war es besonders schwer, weil er, obwohl zwei Jahre jünger, dasselbe lernen musste wie sein frühreifer Bruder.“ Die (noch unvollständige) Liste der Lehrer, die zum Unterricht der Söhne engagiert wurden, ist beeindruckend:
- Ernst Ludwig Heim (1747–1834) war der Hausarzt der Familie, mit Interesse an der Botanik der Moose, auch ein Freund des englischen Naturforschers Sir Joseph Banks. Er vermittelte den Brüdern die Grundlagen der Botanik.
- Johann Jakob Engel (1741–1802): Lehrer am Joachimsthalschen Gymnasium und Akademiemitglied, Moralist und Rationalist, Schriftsteller und Philosoph. Er unterrichtete die Brüder in Philosophie und machte sie mit Mendelssohns Philosophie vertraut.[16]
- Josias Friedrich Christian Löffler[17] (1752–1817), Professor der Theologie und Philosophie in Frankfurt an der Oder und später Oberkonsistorialrat und Generalsuperintendent des Herzogtums Gotha, Herausgeber des «Magazin für Prediger». Alexander meint: „Den Grund zu seinen [Wilhelms] tiefen griechischen Studien legte Löffler, der Verfasser eines freigesinnten Buches über den Neu-Platonismus der Kirchenväter“.
- Ernst Gottfried Fischer[18] (1754–1831), Lehrer für Mathematik am Gymnasium zum Grauen Kloster und Akademiemitglied; Alexander charakterisierte ihn als: „ein Mann, der, was ziemlich unbekannt ist, neben der Mathematik viel Griechisch wußte“.
- Der Geheimrat Christian Konrad Wilhelm von Dohm (1751–1820) lehrte die Humboldts vom Herbst 1785 bis Juni 1786 Nationalökonomie (politisch-statistische Vorträge) mit geographischem Schwerpunkt. Er wurde bekannt durch seine Schrift zur Judenemanzipation „Über die bürgerliche Verbesserung der Juden“ (1781). Er prägte besonders Wilhelm, der noch lange zu ihm Kontakt hielt.
- Kammergerichtsrat Ernst Ferdinand Klein (1744–1810) lehrte die Humboldts Natur- und Staatsrecht. Er war einer der Redakteure des preußischen Allgemeinen Landrechts.
- Der jüdische Arzt und Philosoph Marcus Herz (1747–1803) (ab 1782 Leiter des Jüdischen Hospital in Berlin) hielt ab 1776 vor einem ausgewählten Publikum Vorlesungen über Medizin, Philosophie und Experimentalphysik, an denen ab 1784/85 die Brüder Humboldt teilnahmen. Außerdem waren sie in dem literarischen Zirkel um Henriette Herz (1764–1847), wo sie u. a. tanzen lernten.
- David Friedländer (1750–1834) war ein deutscher Fabrikant und Autor, der sich für die Emanzipation der Juden in Berlin einsetzte. Ihn verband eine enge Freundschaft mit den Brüdern seit deren frühesten Jugendjahren.
- Claude Étienne Le Bauld de Nans[19] (1735–1792), Schauspieler, Literat und Redakteur der Gazette littéraire de Berlin, Vater von Claudius Franz Le Bauld de Nans, Freimaurer in der Berliner Großloge „Royale York de l’Amitié“, lehrte die Humboldt-Brüder neuere Sprachen.
- Daniel Nikolaus Chodowiecki (1726–1801), der populärste polnisch-deutsche Kupferstecher, Grafiker und Illustrator des 18. Jahrhunderts, lehrte Alexander zeichnen und kupferstechen.
- Johann Friedrich Zöllner (1753–1804), Mitglied der Naturforschenden Gesellschaft und der Akademie der Wissenschaften zu Berlin, Propst an der Berliner Nicolaikirche und Konsistorialrat, hielt Vorträge über (angewandte) Technologie. Nach den Frankfurter Studienmonaten besuchte er zusammen mit Alexander, auf mehreren Reisen, Manufakturbetriebe im Berliner Umland und in Brandenburg, und legte damit die Grundlage zu Alexanders bemerkenswerter Maschinenkenntnis.
- Johann Friedrich Reitemeier (1755–1839), neben wichtigen philologischen, juristischen (in der Tradition des Naturrechts) und staatswissenschaftlichen Schriften verfasste er eine damals grundlegende Studie zur Geschichte des Bergbaus.

Der deutsch-jüdische Philosoph Moses Mendelssohn (1729–1786) – Wegbereiter der jüdischen Aufklärung (Haskala) – hatte durch seine Schriften Einfluss auf die Brüder, insbesondere auf Wilhelm. Mendelssohns Motto wurde auch Wilhelms Lebensdevise: Die Bestimmung des Menschen besteht in der „Übung, Entwickelung und Ausbildung aller menschlichen Kräfte und Fähigkeiten“.

### Falkenberg als Begräbnisort der Humboldt-Eltern
Marie-Elisabeth von Humboldt kaufte im Jahre 1791 das Gut Falkenberg bei Berlin (heute ein Ortsteil im Berliner Bezirk Lichtenberg) von Oberstleutnant von Lochau. Lokalhistoriker nahmen irrtümlich an, dass sie sich dort auch als Gutsherrin niedergelassen habe. Hierfür gibt es keinerlei Anhaltspunkte, sondern aus den Briefen Wilhelms von Humboldt geht hervor, dass sich die Mutter aufgrund ihrer Krankheit 1794–1795 kaum noch aus Schloss Tegel bzw. Berlin, wo sie die Wintermonate verbrachte, fortbewegte.

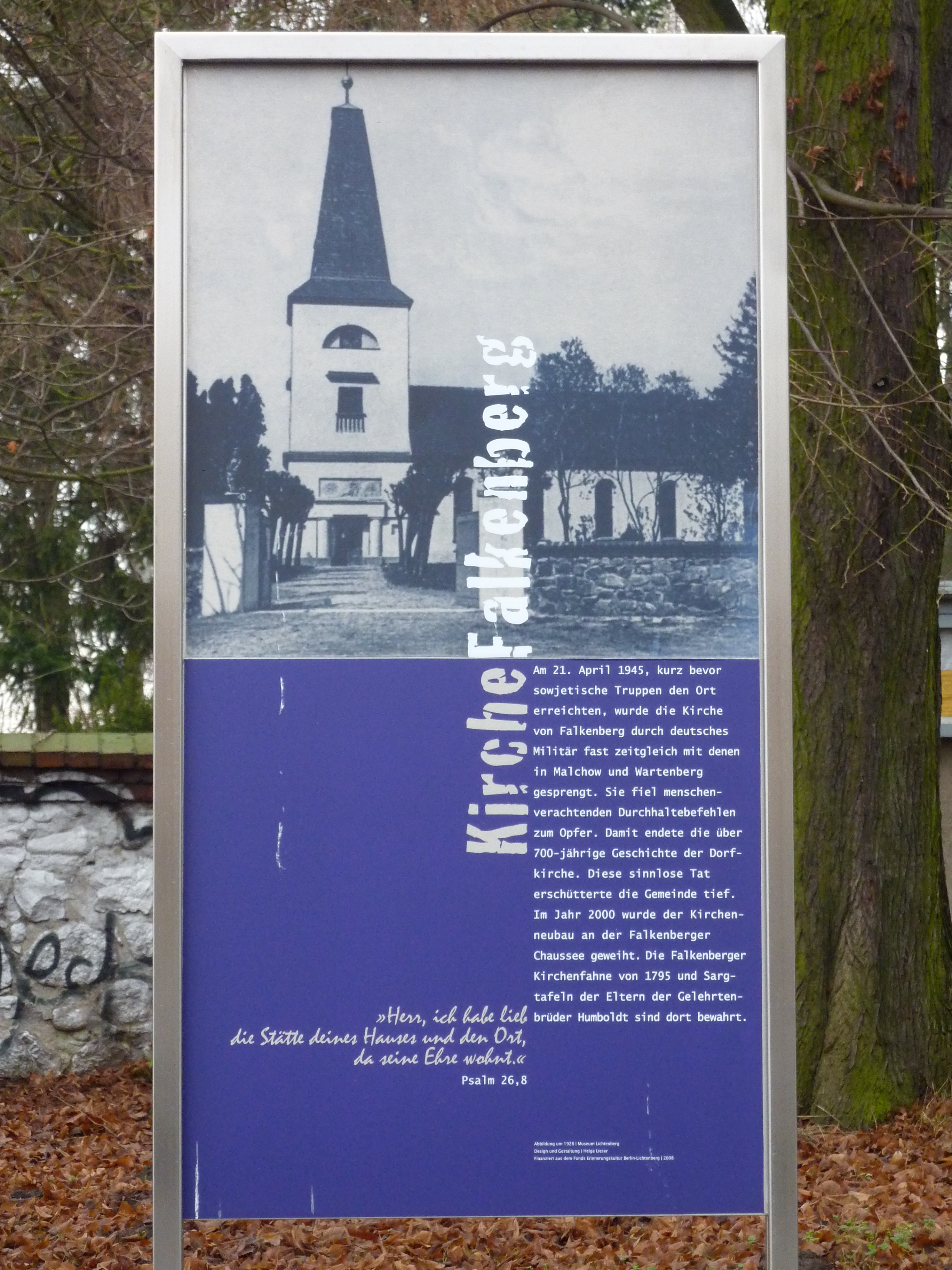
Gedenktafel für die zerstörte Dorfkirche Falkenberg

Der Grund für Marie-Elisabeths Wahl von Falkenberg als Begräbnisort für sich und ihre bereits verstorbenen Ehegatten ist unbekannt. Um die Begräbnisstätte würdig zu gestalten, ließ sie durch den Berliner Baumeister Paul Ludwig Simon umfangreiche Umbauten an der Falkenberger Feldsteinkirche vornehmen. Der hölzerne Kirchturm wurde durch einen 47 Fuß hohen Turm aus Mauersteinen, in ägyptisierendem Baustil, ersetzt. Das alte Kreuzgewölbe des Kirchenlanghauses verwandelte der Baumeister in eine platte Decke. Über der von dorischen Säulen flankierten Eingangstür im Kirchturm wurde ein Relief, vermutlich aus der Schadow-Schule, angebracht. Es zeigte einen antiken Jüngling, der hinter einer sitzenden Gestalt steht und eine verlöschende Fackel auf den Erdboden stößt. Im Erdgeschoss des Turmes entstand der Begräbnisplatz. Nachdem sie am 19. November 1796 an den Folgen eines langen Brustkrebsleidens gestorben war, wurde Marie-Elisabeth von Humboldt am 3. Dezember 1796 neben ihren Ehegatten und einer früh verstorbenen Tochter aus erster Ehe dort zur letzten Ruhe gebettet. Der Sarg Alexander Georg von Humboldts stand zuvor in der Ringenwalder Kirche. Der Sarg Friedrich Ernsts von Holwede wurde von einem heute unbekannten Begräbnisort überführt. Um 1890 wurden die Särge, mit Zustimmung der Familie von Humboldt, in das alte Gruftgewölbe der früheren Patronatsherren unterhalb des Altarraums auf die Ostseite der Kirche überführt. Dadurch erhielt die Gemeinde wieder einen leichteren Zugang zur Kirche durch den Turm.

#### Das Schicksal der Humboldtgruft ab 1945

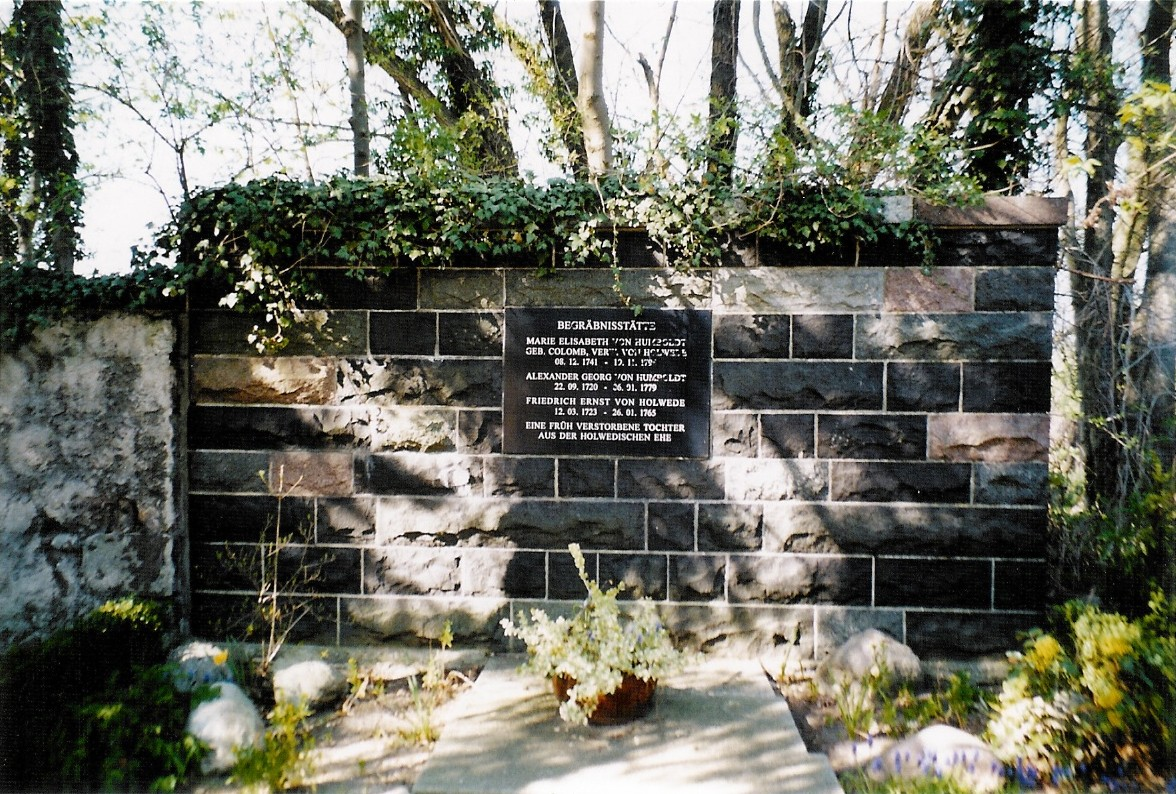
Die Gedenkmauer am Gruftgewölbe mit der heutigen Gedenktafel

Am Morgen des 21. April 1945, dem Tag des Einmarschs der Roten Armee in Falkenberg, sprengte eine SS-Einheit die evangelischen Kirchen in Wartenberg, Malchow und Falkenberg. Zu Beginn der 1950er Jahre wurde die verwahrloste Humboldtgruft zugemauert, bevor 1969 mit Restaurierungsarbeiten begonnen wurde. Der äußere Anlass für die Restaurierung war nicht etwa, wie dem Datum nach zu vermuten, der 200. Geburtstag Alexander von Humboldts, sondern der im gleichen Jahr begangene 20. Jahrestag der DDR. Zu diesem Jubiläum wurde eine Gedenkmauer mit einer steinernen Grabplatte errichtet; sie trug die Aufschrift: „Gruftgewölbe der Familie von Humboldt …“ Am 18. November 1998 wurde eine neue Gedenktafel angebracht, gestiftet von der langjährigen Vorsitzenden des Ortsgeschichtlichen Arbeitskreises Tegel, Edith Minert († 13. Oktober 1998).

#### Legat Marie-Elisabeth von Humboldts für Falkenberg
Marie-Elisabeth von Humboldt stiftete in ihrer testamentarischen Verfügung vom 28. Mai 1796 durch eine Kapitalanlage von 500 Talern das „Legat zur Erhaltung und Pflege des Kirchturms und der Humboldtschen Begräbnisstätte zu Falkenberg“. Durch diese Stiftung blieb ihr Andenken mehr als anderthalb Jahrhunderte in Falkenberg bewahrt. Das Legat unterstand der direkten Kontrolle der königlichen Regierung zu Potsdam. Durch eine Regierungsverfügung vom 17. Februar 1891 übernahm das Königliche Konsistorium der Provinz Brandenburg die Aufsicht über die Stiftung. Die Verwaltung des Legats wurde seitdem vom Pfarrer auf den Gemeindekirchenrat in Falkenberg übertragen. Der Güterverwalter und Vertraute Marie-Elisabeths, Gottlob Johann Christian Kunth, stiftete zudem 100 Taler aus seinem Vermögen im Sinne der Frau von Humboldt, weshalb sich in den Falkenberger Kirchenakten die Bezeichnung „Humboldt-Kunthsches Legat“ findet. Von der Stiftung konnte die Falkenberger Kirchgemeinde etwa 130 Jahre lang profitieren. Neben der Instandhaltung des Kirchturms sollte ein Teil der Zinsen des Stiftungskapitals für genau festgelegte wohltätige Zwecke ausgegeben werden. So erhielt der Falkenberger Dorfschullehrer eine bescheidene jährliche Gehaltszulage, und fleißige Schüler bekamen kleine Schulprämien. „Auf ewige Zeiten […]“, wie es Marie-Elisabeth von Humboldt gern gesehen hätte, blieb die Stiftung jedoch nicht bestehen. In der Weltwirtschaftskrise 1929 schmolz ihr Kapital auf einen Wert von weniger als 200 Reichsmark zusammen und war zudem als Reichsanleiheablöseschuld nicht mehr verwertbar.

### Das Erbe

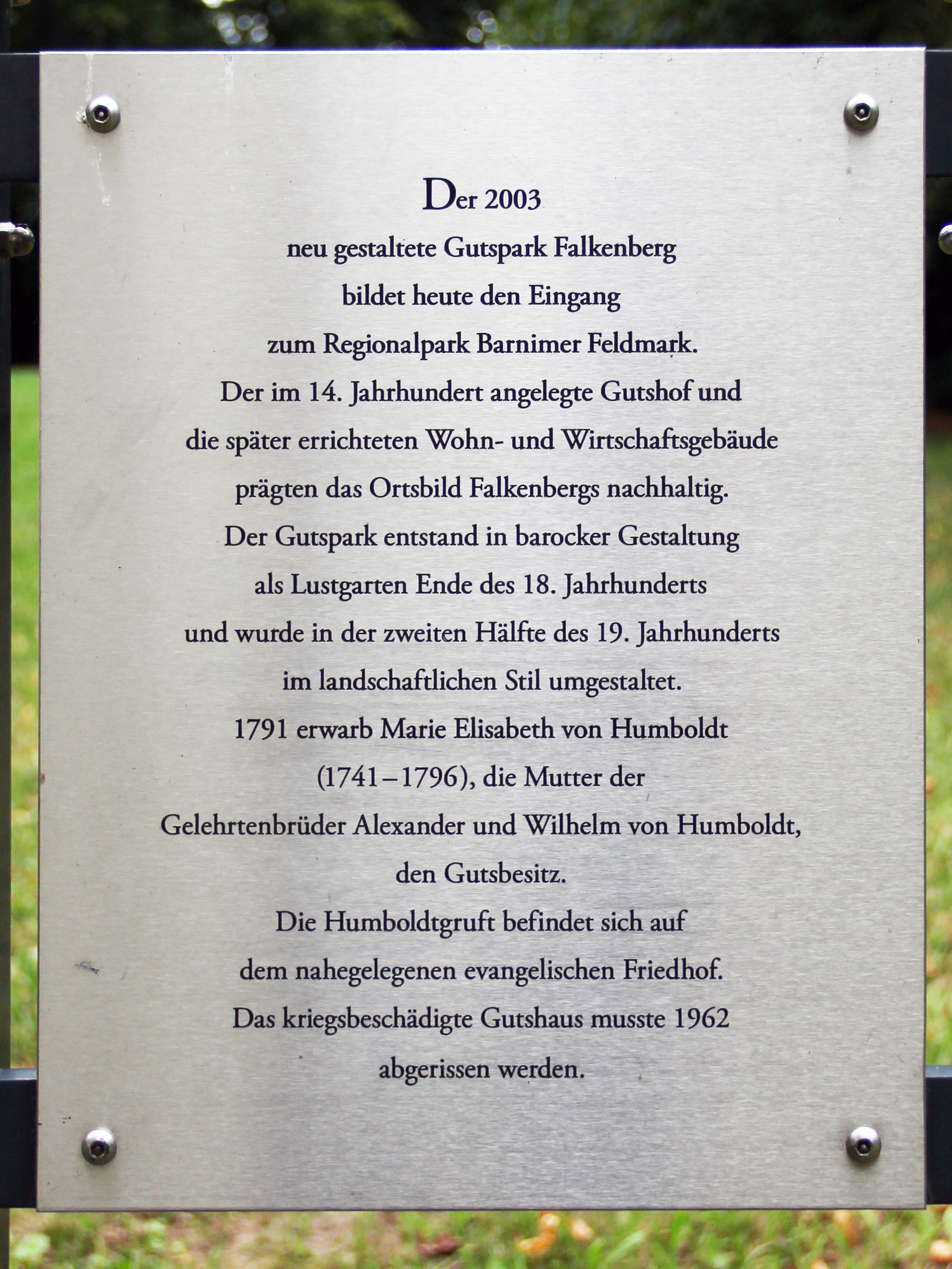
Gedenktafel, Dorfstraße 37, in Berlin-Falkenberg

Einige Tage nach dem Tod Marie-Elisabeths am 19. November 1796 erreichte die Nachricht ihre Söhne. Wilhelm von Humboldt befand sich gerade in Jena bei Friedrich Schiller, ein Treffen, das er wegen der Krankheit der Mutter schon mehrmals verschoben hatte. Alexander von Humboldt traf im Frühjahr 1796 seinen Bruder am mütterlichen Krankenbett. Es war das letzte Mal, dass er seine Mutter sah. Zum Zeitpunkt ihres Todes war er nach einer steilen Karriere Oberbergrat in den zu Preußen gehörenden fränkischen Fürstentümern Ansbach und Bayreuth. Vom Tod der Mutter erfuhr er am 24. November 1796. Ihrem Begräbnis am 3. Dezember 1796 in Falkenberg konnten Wilhelm und Alexander nicht beiwohnen. Hingegen ist dies für ihren Sohn aus erster Ehe, Rittmeister Ferdinand von Holwede, anzunehmen, denn er war es auch, der in der „Vossischen Zeitung“ vom 22. November 1796 eine Traueranzeige für seine Mutter aufgegeben hatte. Vor allem für Alexander war der Tod der Mutter ein entscheidendes Ereignis, denn die gewonnene finanzielle Unabhängigkeit ermöglichte ihm die Verwirklichung seiner lange gehegten Reise- und Forschungspläne.
Zur Teilung der Erbschaft kam es im Juni 1797 in Dresden unter der Aufsicht des treuen Vertrauten der Mutter, des Freundes und früheren Erziehers der Brüder, Christian Kunth. Gut und Schloss Tegel fielen im Wesentlichen an Wilhelm, das Gut Falkenberg erbte der Halbbruder Ferdinand von Holwede. Alexander bezog Hypothekenzahlungen aus beiden Gütern sowie eine Resthypothek aus dem bereits früher veräußerten Ringenwalde. Mit dem geerbten Bargeld von ca. 38.000 Talern konnte er die Amerikareise und später das mehr als 30 Bände umfassende Reisewerk zum großen Teil finanzieren. In ihrem Testament hatte Marie-Elisabeth von Humboldt geschrieben: „Da ich das Gut Falkenberg bei meiner Familie auf längere Zeit zu erhalten wünsche, so vermache ich dasselbe meinem ältesten Sohn Ferdinand von Holwede“. Ihr Wunsch, das Gut für längere Zeit im Familienbesitz zu erhalten, erfüllte sich jedoch nicht. Bereits im Jahre 1804 verkaufte Ferdinand von Holwede den Besitz an ein Mitglied der Familie von Alvensleben.
Zu Ehren von Marie-Elisabeth wurde am 10. April 2000 in Berlin-Falkenberg die Straße 2 in Marie-Elisabeth-von-Humboldt-Straße benannt.